# 1520년대
1520년대는 1520년부터 1529년까지를 가리킨다.